# Kowadło (szczyt)
Kowadło (czes. Kovadlina, niem. Schmiedekoppe, 989 m n.p.m.) – graniczny szczyt w południowej części Gór Złotych (Sudety Wschodnie), położony ponad wsią Bielice.
Kopulasty wierzchołek porastają młode świerki, gdzieniegdzie występują gnejsowe skałki. Ze szczytu można podziwiać widoki na Góry Złote i północną część Wysokiego Jesionika oraz pogórze sudeckie aż po Nysę a nawet Opole. Najwyższym szczytem czeskich Rychlebskich hor jest jednakże Smrek – 1125 m n.p.m., którego jeden z wierzchołków zwany czasem Bruskiem (ok. 1120 m n.p.m.) znajduje się na polsko-czeskiej granicy i właśnie ten wierzchołek powinien posiadać palmę pierwszeństwa w polskich Górach Złotych. Należy zaznaczyć, że granica pomiędzy Górami Złotymi a Bialskimi, wywodząca się z dawnego niemieckiego podziału, ma charakter umowny – przyjęcie najbardziej naturalnej granicy (tj. doliny Białej Lądeckiej) prowadzi do wniosku, że przebiega ona przez niewybitny grzbiecik Działu pomiędzy Postawną a Iwinką.
Kowadło należy do Korony Gór Polski oraz Korony Gór Dolnego Śląska.

## Szlaki turystyczne
Przez Kowadło przechodzi szlak turystyczny:
- zielony, z Bielic na Przełęcz Gierałtowską.